# Tưởng Định Chi
Tưởng Định Chi (sinh tháng 9 năm 1954) là chính khách nước Cộng hòa Nhân dân Trung Hoa. Ông đã dành phần lớn sự nghiệp chính trị của mình ở Giang Tô và từng đảm nhiệm Bí thư Thành ủy Vô Tích, Phó Tỉnh trưởng Thường trực Chính phủ nhân dân tỉnh Giang Tô. Năm 2005, ông được bổ nhiệm làm Phó Chủ tịch Ủy ban Giám sát và Quản lý Ngân hàng Trung Quốc. Tháng 2 năm 2012, ông nhậm chức Tỉnh trưởng Chính phủ Nhân dân tỉnh Hải Nam. Tháng 1 năm 2015, ông lại về Giang Tô làm Phó Chủ nhiệm Ủy ban Thường vụ Đại hội đại biểu nhân dân tỉnh. Hai năm sau, tháng 2 năm 2017, Tưởng Định Chi nhậm chức Chủ tịch Chính hiệp tỉnh Giang Tô và giữ chức đến tháng 1 năm 2018.

## Tiểu sử

### Thân thế
Tưởng Định Chi là người Hán sinh tháng 9 năm 1954, người Lật Dương, tỉnh Giang Tô.

### Giáo dục
Tháng 9 năm 1983 đến tháng 7 năm 1985, Tưởng Định Chi theo học khoa triết học tại Đại học Nam Kinh.
Tháng 9 năm 2002 đến tháng 7 năm 2005, ông theo học chuyên ngành chính trị học lớp nghiên cứu sinh tại chức cán bộ cấp tỉnh bộ, Học viện Hàm thụ thuộc Trường Đảng Trung ương Đảng Cộng sản Trung Quốc.

### Sự nghiệp
Tháng 3 năm 1977, Tưởng Định Chi theo học Trường Sư phạm 2 tại Địa khu Trấn Giang. Tháng 7 năm 1978, Tưởng Định Chi gia nhập Đảng Cộng sản Trung Quốc. Tháng 1 năm 1979, sau khi tốt nghiệp cho đến tháng 9 năm 1983, ông công tác ở Cục Giáo dục địa khu Trấn Giang, cán sự Ban Tổ chức địa ủy Trấn Giang.
Tháng 7 năm 1985, sau khi tốt nghiệp, ông về công tác ở Ban Tổ chức Thành ủy Trấn Giang, tỉnh Giang Tô. (từ tháng 6 năm 1987 đến tháng 6 năm 1988, ông tạm giữ chức Phó Bí thư Đảng ủy hương Đông Xương, huyện Cú Dung và Phó Trưởng Ban Tổ chức Huyện ủy Cú Dung nay là thành phố cấp huyện Cú Dung, tỉnh Giang Tô).
Tháng 3 năm 1989, ông được bổ nhiệm giữ chức Phó Trưởng Ban Tổ chức Thành ủy Trấn Giang, tỉnh Giang Tô. Tháng 1 năm 1991, ông chuyển sang làm Phó Tổng Thư ký Thành ủy Trấn Giang. Tháng 7 năm 1991, ông được bổ nhiệm giữ chức Chủ nhiệm Văn phòng Thành ủy Trấn Giang kiêm Phó Tổng Thư ký Thành ủy Trấn Giang. Tháng 10 năm 1994, ông được luân chuyển làm Bí thư Thị ủy huyện cấp thị Dương Trung, thành phố Trấn Giang.
Tháng 11 năm 1996, ông được bổ nhiệm làm Phó Trưởng Ban Tổ chức Tỉnh ủy Giang Tô. Tháng 5 năm 2000, ông nhậm chức Chủ nhiệm Văn phòng Ủy ban Biên chế cơ cấu tỉnh Giang Tô kiêm Phó Trưởng Ban Tổ chức Tỉnh ủy Giang Tô.
Tháng 8 năm 2000, ông được luân chuyển làm Bí thư Thành ủy Vô Tích, tỉnh Giang Tô. Tháng 11 năm 2001, ông được bầu làm Ủy viên Ban Thường vụ Tỉnh ủy Giang Tô kiêm Bí thư Thành ủy Vô Tích. Tháng 2 năm 2003, ông được bổ nhiệm giữ chức Ủy viên Ban Thường vụ Tỉnh ủy, Phó Bí thư Ban Cán sự Đảng Chính phủ nhân dân tỉnh Giang Tô, Phó Tỉnh trưởng Thường trực Chính phủ nhân dân tỉnh Giang Tô. Tháng 11 năm 2003, ông kiêm nhiệm chức vụ Viện trưởng Học viện Hành chính tỉnh Giang Tô.
Tháng 11 năm 2005, Tưởng Định Chi được bổ nhiệm làm Phó Bí thư Đảng ủy, Phó Chủ tịch Ủy ban Giám sát và Quản lý Ngân hàng Trung Quốc.
Tháng 12 năm 2010, ông được luân chuyển làm Ủy viên Ban Thường vụ Tỉnh ủy Hải Nam. Tháng 1 năm 2011, ông được bổ nhiệm giữ chức Phó Bí thư Ban Cán sự Đảng Chính phủ nhân dân tỉnh Hải Nam, Phó Tỉnh trưởng Thường trực Chính phủ nhân dân tỉnh Hải Nam. Tháng 7 năm 2011, ông kiêm nhiệm chức vụ Phó Bí thư Tỉnh ủy Hải Nam, Hiệu trưởng Trường Đảng Tỉnh ủy Hải Nam.
Tháng 8 năm 2011, Tưởng Định Chi được bổ nhiệm làm Bí thư Ban Cán sự Đảng Chính phủ nhân dân tỉnh Hải Nam, quyền Tỉnh trưởng Chính phủ nhân dân tỉnh Hải Nam. Tháng 2 năm 2012, ông chính thức được bầu giữ chức vụ Tỉnh trưởng Chính phủ nhân dân tỉnh Hải Nam. Ngày 14 tháng 11 năm 2012, tại phiên bế mạc của Đại hội Đảng Cộng sản Trung Quốc lần thứ 18, ông được bầu làm Ủy viên Ủy ban Trung ương Đảng Cộng sản Trung Quốc khóa XVIII.
Tháng 12 năm 2014, Tưởng Định Chi được miễn nhiệm chức vụ Phó Bí thư Tỉnh ủy Hải Nam, Tỉnh trưởng Chính phủ Nhân dân tỉnh Hải Nam.
Tháng 1 năm 2015, ông nhậm chức Bí thư Ban Cán sự Đảng ủy ban Thường vụ Đại hội đại biểu nhân dân tỉnh Giang Tô. Ngày 1 tháng 2 năm 2015, ông được bầu bổ sung làm Bí thư Ban Cán sự Đảng, Phó Chủ nhiệm Thường trực Ủy ban Thường vụ Đại hội đại biểu nhân dân tỉnh Giang Tô.
Ngày 9 tháng 2 năm 2017, ông được bầu làm Chủ tịch Ủy ban Hội nghị Hiệp thương Chính trị Nhân dân Trung Quốc tỉnh Giang Tô.
Ngày 30 tháng 3 năm 2017, hội nghị lần thứ 29 của Uỷ ban Thường vụ Đại hội đại biểu nhân dân khóa XII tỉnh Giang Tô đã quyết định chấp nhận yêu cầu từ chức Phó Chủ nhiệm Ủy ban Thường vụ Đại hội đại biểu nhân dân tỉnh Giang Tô của Tưởng Định Chi.
Tháng 1 năm 2018, ông được bầu làm Ủy viên Ủy ban Toàn quốc Hội nghị Hiệp thương Chính trị Nhân dân Trung Quốc khóa XIII nhiệm kỳ 2018 đến năm 2023. Ngày 29 tháng 1 năm 2018, tại hội nghị lần thứ nhất khóa XII Chính hiệp tỉnh Giang Tô, Tưởng Định Chi được miễn nhiệm chức vụ Chủ tịch Ủy ban Hội nghị Hiệp thương Chính trị Nhân dân Trung Quốc tỉnh Giang Tô, kế nhiệm ông là Phó Bí thư Tỉnh ủy Giang Tô Hoàng Lị Tân.
Ngày 16 tháng 3 năm 2018, hội nghị lần thứ nhất của Ủy ban Thường vụ Ủy ban Toàn quốc Chính hiệp khóa XIII thông qua bổ nhiệm Tưởng Định Chi làm Phó Chủ nhiệm Ủy ban Đề án của Chính hiệp toàn quốc khóa XIII nhiệm kỳ 2018 đến năm 2023.